# La crisi delle scienze europee e la fenomenologia trascendentale
La crisi delle scienze europee e la fenomenologia trascendentale (in tedesco Die Krisis der europäischen Wissenschaften und die transzendentale Phänomenologie: Eine Einleitung in die phänomenologische Philosophie) è un'opera filosofica del 1936 di Edmund Husserl. L'autore tenta in questo suo lavoro di fornire un resoconto storico e causale della coscienza umana, realizzando quello che è spesso visto come il culmine del suo pensiero.

## Contenuto
In questo suo ultimo scritto Husserl intende mostrare, attraverso una riflessione teleologico-storica sulle origini della situazione scientifica e filosofica che egli legge nella propria contemporaneità, l'inevitabile necessità di un riorientamento trascendentale-fenomenologico della filosofia. Il pensatore nativo di Prossnitz cerca di analizzare storicamente e causalmente le origini della coscienza, un tema a suo avviso escluso o "messo tra parentesi" nelle sue opere precedenti. Preoccupato non tanto di particolari eventi passati quanto piuttosto dell'eidos della storia, della storicità essenziale della coscienza e del suo fardello di preoccupazioni derivate dalle tradizioni del suo ambiente sociale, egli giunge a mettere in dubbio il proprio precedente tentativo di fondare una filosofia come scienza rigorosa e libera da tutti i preconcetti.
Nella terza parte del Die Krisis viene sviluppato il concetto di "mondo della vita" (in tedesco Lebenswelt), corrispondente al mondo intersoggettivo dell'esperienza e dell'attività naturale, pre-teorica, che a suo avviso è stato trascurato da filosofi come Immanuel Kant in favore del mondo della scienza teoretica. L'"atteggiamento teoretico", esemplificato per Husserl da Galileo Galilei, sorse storicamente, nell'antica Grecia, sullo sfondo del mondo della vita, che persiste essenzialmente anche dopo lo sviluppo dello spirito teoretico e che è compito del filosofo-fenomenologo riportare alla luce.